# Ricou Browning

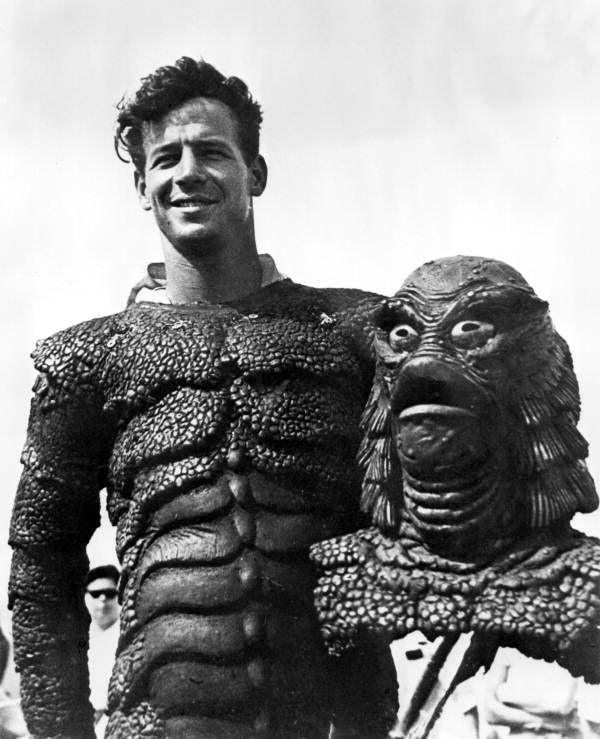
Ricou Browning in seinem Monsterkostüm, ca. 1953

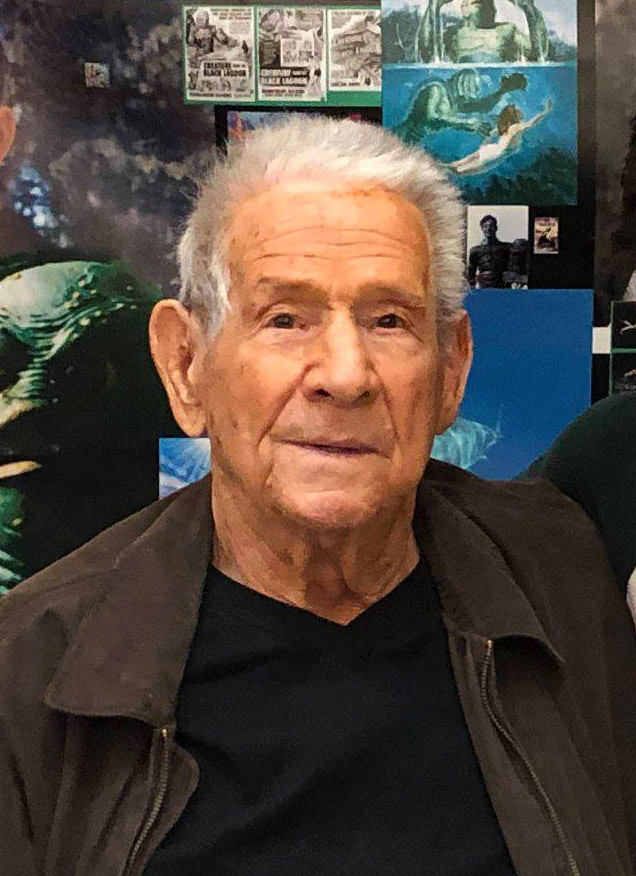
Ricou Browning, 2019

Ricou Browning (* 16. Februar 1930 in Fort Pierce, Florida; † 27. Februar 2023 in Southwest Ranches, Florida) war ein US-amerikanischer Regisseur, Drehbuchautor, Schauspieler, Filmproduzent, Stuntman und Kameramann.

## Leben und Karriere
Ricou Browning wuchs in der Nähe des Jensen Beach in Florida auf. Es war naheliegend, dass der sportliche Junge eine Karriere als Taucher und Wasserspringer startete. Er studierte an der Florida State University und arbeitete als Rettungsschwimmer, als er von Mitarbeitern des Filmstudios Universal Studios entdeckt und für ihr neues Filmprojekt verpflichtet wurde. Seine Darstellung des Monsters in Jack Arnolds Klassiker Der Schrecken vom Amazonas von 1954 war nicht nur sein Filmdebüt, sondern verschaffte ihm auch gleich einen kleinen Platz in der Filmgeschichte. Er wurde vor allem dank seiner Fähigkeiten als Schwimmer und Taucher verpflichtet, da viele der Szenen tatsächlich unter der Wasseroberfläche gedreht werden mussten. Auch in den beiden Fortsetzungen Die Rache des Ungeheuers (1955) und Das Ungeheuer ist unter uns (1956) spielte er diese Rolle, wobei sein Gesicht allerdings stets unter seinem Kostüm verborgen blieb. Browning galt zuletzt als der letzte lebende Monsterdarsteller aus den legendären „Universal-Horrorfilmen“, die zwischen den 1920er- und 1950er-Jahren produziert wurden.
Browning blieb dem Filmgeschäft verbunden, wandte sich allerdings Tätigkeiten hinter der Kamera zu. Zusammen mit Ivan Tors produzierte er Filme und Serien für das Fernsehen. Bekannt wurde Browning in diesem Zusammenhang vor allem als Ideengeber für die Figur von Flipper, dem Delfin. Die Idee kam ihm, als er mit seinen Kindern die Serie Lassie mit einem Hund in der Hauptrolle schaute. Browning war anschließend als Drehbuchautor und Produzent an den Flipper-Kinofilmen und der Serie Flipper beteiligt. In verschiedenen Funktionen als Regisseur, Regieassistent, Drehbuchautor und Stuntman war Browning bis in die 1990er-Jahre tätig. Bei den James-Bond-Filmen Feuerball und Sag niemals nie übernahm er die Umsetzung der unter Wasser spielenden Szenen.
Sein Sohn Ricou Browning jr. arbeitet ebenfalls für die Filmindustrie als Stuntman, Koordinator, Berater und Regieassistent.

## Filmographie (Auswahl)
- 1954: Der Schrecken vom Amazonas (The Creature from the Black Lagoon) – Darsteller
- 1955: Die Rache des Ungeheuers (Revenge of the Creature) – Darsteller
- 1956: Das Ungeheuer ist unter uns (The Creature Walks Among Us) – Darsteller
- 1963: Flipper – Drehbuchautor
- 1964: Flippers neue Abenteuer (Flipper’s New Adventure) – Darsteller, Drehbuchautor
- 1965: James Bond 007 – Feuerball (Thunderball) – Unterwasserregie
- 1966: Unter Wasser rund um die Welt (Around the World Under the Sea) – Unterwasserregie
- 1968: Die Tollkühnen (Daring Game) – Unterwasserregie
- 1968: Die Lady in Zement (Lady in Cement) – Unterwasserregie
- 1970: Gefahr in der Tiefe (The Aquarians) – Unterwasserregie
- 1973: Mein Freund Salty (Salty) – Regie, Drehbuchautor
- 1975: Abenteurer auf der Lucky Lady (Lucky Lady) – Regie Second Unit
- 1976: Alligator Joe (Joe Panther) – Regie Second Unit
- 1979: Heiße Ware (Hot Stuff) – Regie Second Unit
- 1980: Hebt die Titanic (Raise the Titanic) – Regie Modellbau
- 1980: Wahnsinn ohne Handicap (Caddyshack) – Regie Second Unit
- 1983: Sag niemals nie (Never Say Never Again) – Unterwasserregie
- 1986: H.A.R.T. – Spezialeinheit 500 (Opposing Force) – Stunt-Koordinator
- 1988: Police Academy 5 – Auftrag Miami Beach (Police Academy 5: Assignment: Miami Beach) – Regie Second Unit
- 1996: Flipper – Entwicklung der Drehbuchhandlung